# Brian Carroll
Brian Carroll (Springfield, 20 luglio 1981) è un ex calciatore statunitense, di ruolo centrocampista.

## Carriera

### Club
Nel 2003 fu selezionato dal DC United. Quattro stagioni dopo fu venduto al San José Earthquakes, dove non raccolse nemmeno una presenza, per poi accasarsi al Columbus Crew.
Nel 2010 viene acquistato dai Philadelphia Union, dopo qualche anno di permanenza diventa anche il capitano della squadra fino al 2017. Si ritira dal calcio giocato il 1º gennaio 2018.

### Nazionale
Giocò con le selezioni statunitense Under-18, Under-20 e Under-23, disputando anche il campionato mondiale di calcio Under-20 nel 2001.
Poi è stato convocato dalla nazionale maggiore.

## Palmarès

### Club

#### Competizioni nazionali
- Campionato MLS: 2

D.C United: 2004
Columbus Crew: 2008
- MLS Supporters' Shield: 4

D.C United: 2006, 2007
Columbus Crew: 2008, 2009